# Grace Hightower
Grace Hightower De Niro (7 de abril de 1955) es una actriz, cantante y filántropa estadounidense. Estuvo casada con el actor Robert De Niro desde 1997 hasta 2018.

## Carrera
Como filántropa, Hightower lanzó "Grace Hightower & Coffees of Rwanda" en 2013 con la misión de mejorar la calidad de vida en Ruanda mediante la comercialización de sus productos a nivel internacional. Es miembro del consejo de la Fundación de Mujeres de Nueva York y del Fondo de Nueva York para las escuelas públicas, así como del Women's Heart Health Advisory Council de Ronald Perlman y la  International Women's Coffee Alliance. Hightower ha sido honrada por su trabajo por numerosas instituciones, entre ellas la American Cancer Society de Nueva York.
En 2010, entregó el Creative Spirit Award del Pratt Institute al director Lee Daniels.
Como actriz, Hightower ha tenido pequeños papeles en varias películas, como Precious (2009) y The Paperboy (2012). Además, en 1994 tuvo un papel menor en la serie de televisión de ABC NYPD Blue, en el episodio de la primera temporada titulado "Zeppo Marks Brothers".
Como cantante, cantó la voz principal de la canción "Somethin's Comin' My Way", escrita por Dan Manjovi para la banda sonora de la película Precious.

## Vida personal
Hightower fue la esposa del actor Robert De Niro durante dos décadas. Se conocieron en Londres, en 1987 y se casaron en 1997. En 1998, a la edad de 42 años, dio a luz al primer hijo de la pareja, Elliott. En 2011, la pareja tuvo a su hija Helen Grace a través de vientre de alquiler. La pareja y sus dos hijos residían en la ciudad de Nueva York.